# Benson, Illinois
Benson là một làng thuộc quận Woodford, tiểu bang Illinois, Hoa Kỳ. Năm 2010, dân số của làng này là 423 người.

## Dân số
Dân số qua các năm:
- Năm 2000: 408 người.
- Năm 2010: 423 người.